# 坂井義則
坂井 義則（さかい よしのり、1945年（昭和20年）8月6日 - 2014年（平成26年）9月10日）は、日本の元陸上競技選手。元フジテレビ社員。1964年東京オリンピックの開会式で聖火リレーの最終ランナーを務めた。

## プロフィール
坂井は広島市に原子爆弾が投下された1時間半後に、現在の広島県三次市（当時は双三郡三次町）にて出生した。坂井自身は被爆者ではないが、電力会社に勤務していた父は被爆者健康手帳の保有者である。
広島県立三次高等学校在学中の1963年（昭和38年）、第19回国民体育大会400mで優勝、東京オリンピックへの出場を目指し、1964年（昭和39年）早稲田大学に入学した。当初、関西学院大学を目指していたが、同じ広島県出身で早稲田OBの小掛照二の勧誘により、進路を変更したという。大学では競走部に所属、監督の中村清の指導を受ける。
東京オリンピックの400mと1600mリレーで強化選手に指名されたが代表選考会で敗退、失意の底にあった。その矢先、組織委員会は聖火最終ランナーの地位を「広島への原爆投下の日」という象徴的な日に生まれた坂井に託した。開会式当日、国立霞ヶ丘競技場の千駄ヶ谷門で前の区間を走った鈴木久美江（当時中学3年生）から聖火を受け取り、トラックを半周したあと聖火台までの階段を昇った。10万713人目 のランナーであった。
この聖火リレーでトラックを走る坂井の姿がアメリカ最大のスポーツ雑誌スポーツ・イラストレイテッド誌の1964年10月19日号の表紙に使用された。これにより坂井は初めて同誌の表紙を飾った日本人となった。
坂井はその後、400mと1600mリレーで活躍し、1966年（昭和41年）のバンコクアジア大会では1600mリレーで優勝、400mでも銀メダルを獲得した。オリンピックへの出場歴はない。
1968年（昭和43年）にフジテレビに入社し（アナウンサーで入社した逸見政孝や山川建夫、松倉悦郎は同期にあたる。特に逸見・松倉とは早稲田大学の同期でもあった。）、主にスポーツと報道分野を担当。就職先にマスメディアを選んだのは、自らが東京オリンピック聖火最終ランナーに決定した際のマスメディアの過熱報道に接して「マスメディアは面白い商売だな」と思ったからだったことを語っている。
1972年ミュンヘンオリンピックと1996年アトランタオリンピックでオリンピック報道を手がけた。ミュンヘン大会ではパレスチナのゲリラによる選手村襲撃事件が起こり、坂井は日本選手団のユニホームを借りて選手村に潜入し、現地から電話で事件を報告した。アトランタ大会でも爆弾テロ事件があった。坂井はミュンヘンの事件について「何でこんなところで選手を殺すなんてばかなことを」と怒りを抱いたと後年語り、現在のオリンピックについて「平和の祭典などという美しい言葉は捨てた方がいい。五輪はアマチュアの祭典でも平和の祭典でもなくなった。金もうけのための祭典じゃないですか」と述べている。
東京国際マラソンの実施なども手がけ、海外有力選手の代理人と出場の交渉も担当していた。「アマチュアリズムが生きていた」として東京大会を「理想の五輪」という坂井は、マラソン選手の出場料やボーナスの折衝を「仕事だからと自分に言い聞かせた」という。
2005年（平成17年）にフジテレビを定年退職した。以後はフジテレビの関連番組制作会社に再就職してエグゼクティブプロデューサーとして活動した。子息の厚弘はTBSで勤務、2007年世界陸上選手権では国際映像のチーフディレクターを担当している。
2020年東京オリンピック開催地決定を見届け、2014年9月10日午前3時1分、脳内出血により東京都文京区の病院で死去した。69歳没。

## 関連作品
- いだてん〜東京オリムピック噺〜（NHK大河ドラマ） - 2019年（令和元年）12月8日と12月15日に放送された第46回と最終回に、1964年東京オリンピック聖火リレー最終走者として登場。井之脇海が演じた[10]。